# Hedevig Rosing
Hedevig Sophie Rosing (16 de maig del 1827 - 30 de novembre del 1913) fou una escriptora, educadora, fundadora d'una escola i sufragista noruega nascuda a Dinamarca. S'especialitzà en l'ensenyament de sordmuts. Fou la primera dona que ensenyà en escoles públiques de Copenhaguen.

## Biografia
Rosing nasqué el 16 de maig del 1827 a Horsens, Dinamarca. Va créixer al centre de Jutlàndia, on treballà com a institutriu. El 1860, era la primera mestra en una escola pública de Copenhaguen. El 1865, Rosing va viatjar a Noruega per a visitar la seua família. El 9 de setembre d'aquest any es casà amb el seu cosí, el mestre d'escola rural noruec, Anton Rosing (1828-1867), i emigrà a Noruega. Dos anys després, va enviduar. Es traslladà a Oslo i començà a ensenyar en una escola primària, al 1868.(2)
A la capital va conéixer els temes en relació amb la igualtat de sexes i els importants per als docents. Hi conegué Fredrik Glad Balchen, un pioner en l'educació dels sordmuts, que havia desenvolupat un mètode per a ensenyar a les persones sordes. El 1872, era mestra en l'institut de Balchen. Durant aquest temps, feu un pla per a establir la seua escola per a sordmuts utilitzant un "mètode oral més pur". A l'estiu del 1880, amb finançament de beques públiques, visità alguns països per a estudiar mètodes d'ensenyament per a sords i, com a única representant dels països nòrdics, assistí al Segon Congrés Internacional d'Educació de Sords.(2)
El 1881, va renunciar a crear una petita escola familiar, perquè no obtingué suport estatal després de l'aprovació de la Llei d'Escoles Anormals d'aquell any. Amb un subsidi estatal, però, fundà l'Escola de la Parla per a Sordmuts de Fru Rosing el 1881. Utilitzant el "mètode de parla pura", se situà en "Little Bloksbjerg", a Briskeby, Oslo, i tres anys més tard en "Høien" a St. Hanshaugen, fins al 1895, quan es va jubilar. Va ser l'única dona de la comissió escolar creada pel ministre Johan Sverdrup que havia de preparar la Llei de Folkeskole del 1889.(1)
Rosing publicà dos reculls dels documents del seu difunt marit, Ungdomstid og Reiseliv (1869) i Anton Rosings Alvorsliv (1871), així com el relat del seu pare sobre el seu treball com a sacerdot a Gran Bretanya amb presoners de guerra danesos i noruecs del 1807 al 1814.(2)
També escrigué una sèrie d'obres sobre història i la vida popular.
Dos llibres escolars tingueren molt d'èxit, Barnets første bog (1879 i edicions posteriors) i Veiledning ved undervisning i samtidig læsning og skrivning efter lydog stavemethoden (Orientació sobre l'ensenyament de la lectura i l'escriptura simultànies segons el mètode del so i l'ortografia). Escrigué articles sobre l'ensenyament de sordmuts, educació infantil, mestres, educació femenina i dones en la societat.(1)
Amb Fredrikke Marie Qvam, Gina Krog, Aasta Hansteen i altres, Rosing dirigí el moviment pel sufragi femení de Noruega. El 1908, fou una representant noruega que assistí a la Quarta Conferència de l'Aliança Internacional pel Sufragi Femení a Amsterdam. A més a més, fou membre de l'Associació Nacional de Molí de Vent, l'Associació Noruega de Professors Sords, l'Associació de Sords a Kristiania i de la junta d'Oslo Døveforening fins al 1896.(2)
Es va morir el 30 de novembre del 1913 a Oslo i és soterrada al Cementeri del Salvador d'aquesta ciutat juntament amb el seu marit.

## Premis i reconeixements
- 1907, Medalla del Consell Ciutadà d'Argent(2)

## Publicacions seleccionades
- Ungdomstid og Reiseliv. Udvalg d'Anton Rosings Breu og Optegnelser, 1869.
- Anton Rosings Alvorsliv. Et Minde, 1871.
- Livet paa de engelske Fangeskibe 1807–14, 1875.
- Facturado-ABC i Farvetryk, 1876.
- Nogle Ord om de Døvstumme, 1878.
- Barnets første Bog. Med 58 Facturado, 1879 (20a edició 1916).
- Veiledning ved Undervisning i samtidig Læsning og Skrivning efter Lyd- og Stave-Methoden, 1879.
- Om Døvstumes Undervisning, 1883.
- Udkast til Læsebog per a Døve Børn i de første Skoleaar, 1884.
- Udkast til Læsebog per a døve Børn i Mellemklassene, 1887.
- En lieden Religionsbog hasta Skolebrug, 1890.
- 1878-1903. De døves forenings 25-aars jubilæum. Et festskrift, 1903.